# Jasenov
Jasenov es un municipio del distrito de Sobrance en la región de Košice, Eslovaquia, con una población estimada a final del año 2024 de 270 habitantes.
Se encuentra ubicado al noreste de la región, en la cuenca hidrográfica del río Bodrog (afluente derecho del Tisza) y cerca de la frontera con la región de Prešov y Ucrania.

## Demografía
| Año        | 1994 | 2004    | 2014    | 2024     |
| ---------- | ---- | ------- | ------- | -------- |
| Población  | 293  | 319     | 308     | 270      |
| Diferencia |      | +8,87 % | −3,44 % | −12,33 % |

| Año        | 2023 | 2024    |
| ---------- | ---- | ------- |
| Población  | 275  | 270     |
| Diferencia |      | −1,81 % |